# Orquestra femenina de París
L'Orquestra femenina de París (1930 - 1943) va ser fundada al setembre de 1930 per la violinista Jane Evrard, que esdevindrà la primera directora dona a França. L'orquestra la formaren 25 músiques de corda, primers premis del Conservatori de París i conegudes de Jane Evrard. Va ser tramesa per l'Expansion Française de Beaux Arts.

## Història

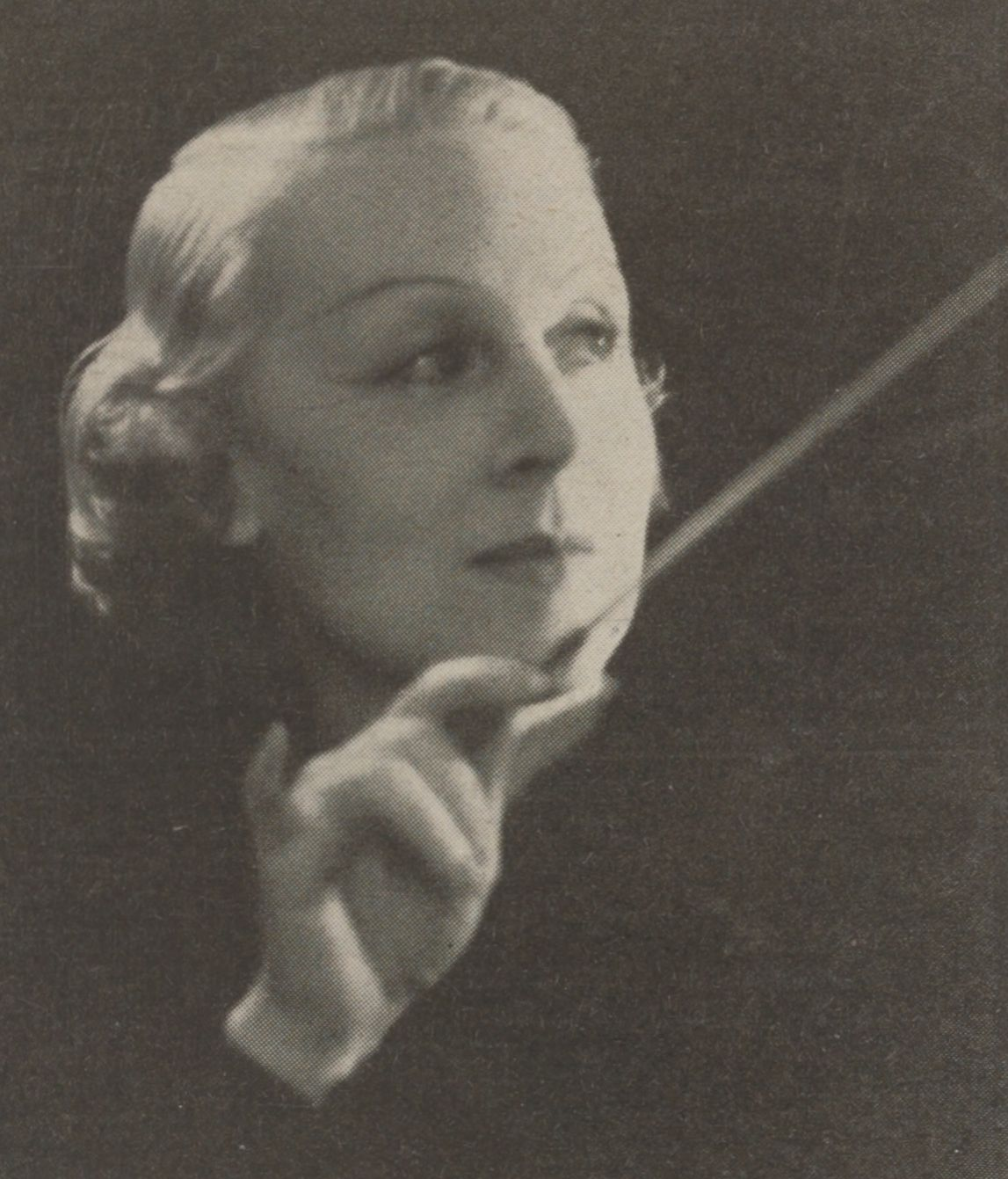
Jane Evrard

Era una orquestra íntegrament de corda, sense cap músic de vent, ja que el públic considerava desagradable i poc "femení" que les dones toquessin instruments de vent degut a la contracció que havien de fer amb els músculs facials i la inflor de les galtes que havien de fer a l'hora de tocar. Músics com ara Émile Vuillermoz, Maurice le Flem, Henri Casadesús, Susanne Demarquez, Joaquím Nin i Ernest Halffter han fet lloances considerables, assenyalant els concerts de l'orquestra com un veritable esdeveniment de la més exquisida qualitat artística.
El projecte aviat va ser molt reconegut a París, on van poder tocar habitualment a les sales Salle Gaveau, Salle du Conservatoire, Salle Pleyel i Palais Chaillot. També van realitzar nombroses gires a França i arreu d'Europa: Paris, Lille, Douai, Saint-Etienne, Lyon, Toulon, Marseille, Montpellier, a 24 ciutats d'Espanya i a 4 d'Holanda.
L'orquestra femenina de París redueix la intensitat d'assajos i concerts amb l'arribada de la Segona Guerra Mundial. El 1941, l'organització Jeune France, fundada per Pierre Schaeffer, proposa a Jane Evrard de col·laborar en un projecte educatiu als centres juvenils parisencs. L'objectiu del projecte era educar els joves desafavorits de les escoles i universitats a través d'activitats culturals com els concerts, obres de teatre...
El món de la música sota les restriccions del règim nazi va afavorir la censura de molts músics jueus. A falta de músics a les orquestres professionals es va començar a contractar a dones a les orquestres. Aquesta va ser la principal causa de la desaparició de l'Orquestra femenina de París.
Per escoltar l'Orquestra femenina de París, redirigiu-vos a aquesta pàgina web (minut 2:39): https://www.francemusique.fr/emissions/vinyle-classique/jane-evrard-la-premiere-femme-chef-d-orchestre-en-france-58974

## Gira a Espanya, 1933
La gira realitzada a Espanya el 1933 va començar a Bibao. Van arribar a Barcelona van arribar al febrer, gràcies a que l'Associació Mundial de Defensa de les Dones va organitzar una sèrie de concerts per recaptar fons. En aquestes vetllades musicals, l'Orquestra Femenina de París va participar al Palau de la Música Catalana. La repercussió d'aquella gira va ajudar a la creació, el 1932, de l'Orquestra Femenina de Barcelona, dirigida per Isabel de la Calle i integrada per les membres del Conservatori Femení del barri de Gràcia.

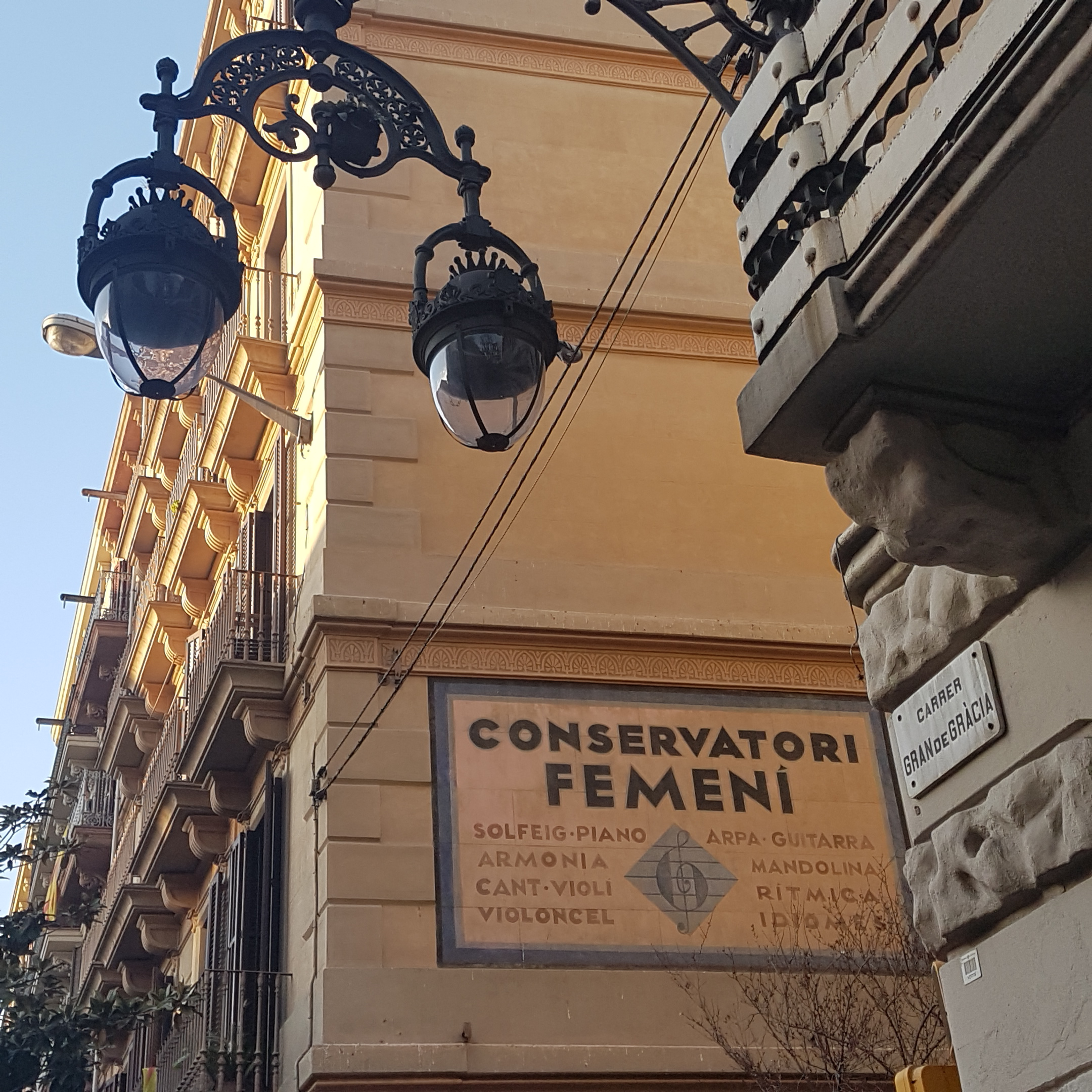
Conservatori femení, creat durant la primera meitat del segle XX per la pianista Isabel de la Calle, al barri de Gràcia de Barcelona.

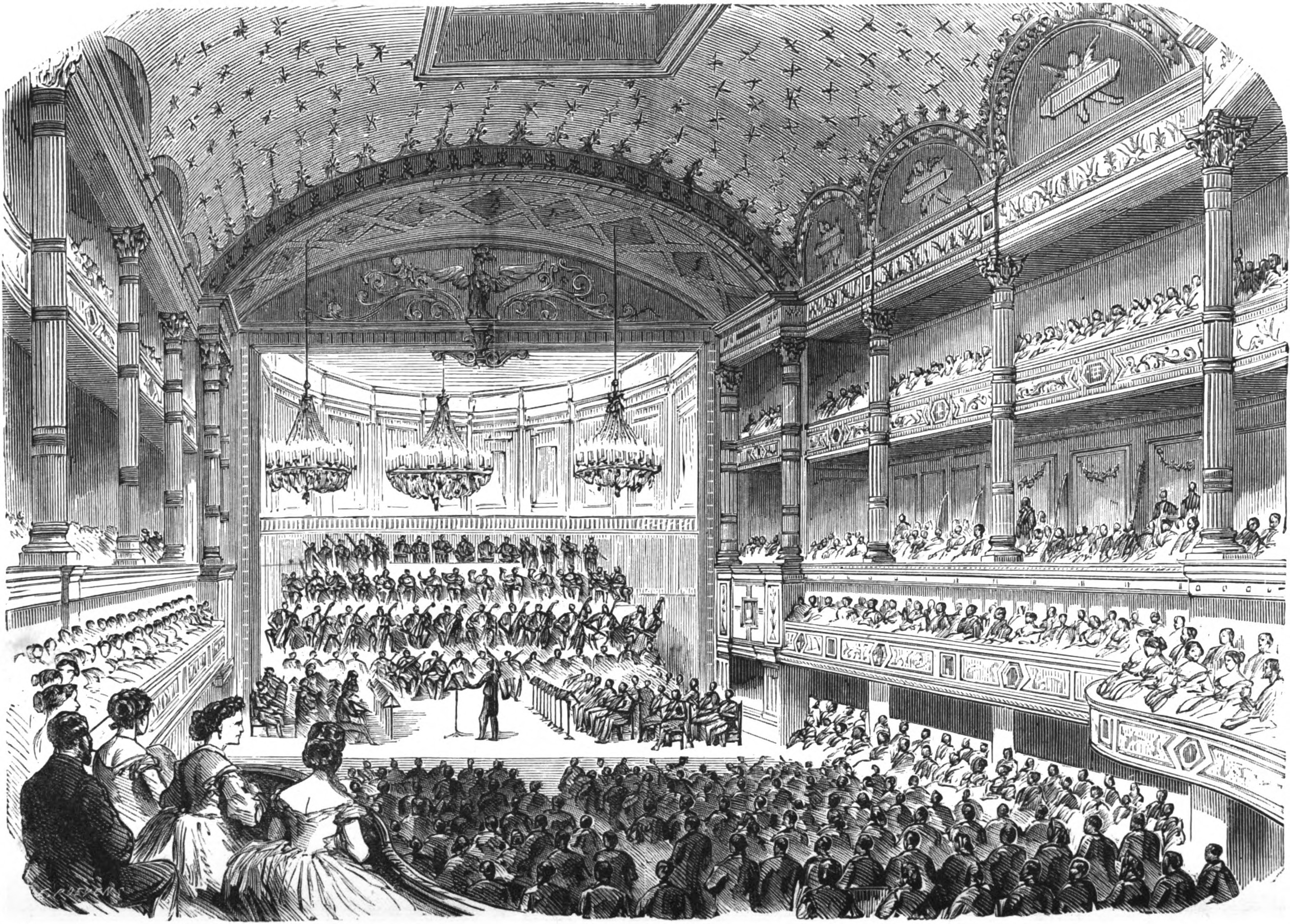
Salle du Conservatoire

## Concert al Palau de la Música Catalana de Barcelona
L'Orquestra femenina de París va actuar al Palau de la Música Catalana de Barcelona els dies 8 i 11 de Febrer de 1933. Al concert, organitzat per l'Associació de Música da camera, només hi podien assistir els socis d'aquesta associació. En aquest concert es va interpretar el Concert per a 2 violins d'Antonio Vivaldi, Concert en mi menor de Nardini, G. F. Haendel, J. Haydn, W. A. Mozart, Pièces en Concert de Couperin, Deux gentileses de J. Bodin de Boismortier, Deux Pupazzi de Florent Schmitt, Prelude, Salut et danse de Geroge Migot, Le Voyage de Armande Polignac i Sarabanda lejana i Villancico de Joaquín Rodrigo.
Van actuar com a solistes la violinista Violette d'Ambrosio amb el Concert en mi menor de Nardini i la violinista Guerra amb el Concert per a dos violins de Vivaldi. La violoncelista Paule d'Ambrosio va interpretar el Segon Divertimento de J. Haydn i Pièces en Concert de Couperin.

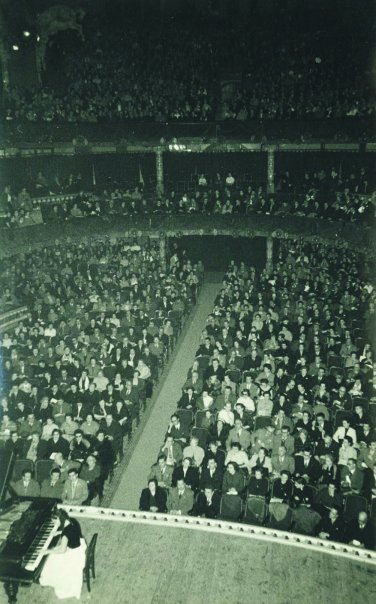
Palau de la Música Catalana

## Obres comissionades
Durant els 9 anys que estigué en actiu l'Orquestra femenina de París, a part d'interpretar obres clàssiques de grans compositors com la Simfonia n. 6 en Fa Major "Pastoral", op. 68 de Ludwig van Beethoven, també va comissionar nombroses obres:
| Títol                                                                                            | Compositor                  |
| ------------------------------------------------------------------------------------------------ | --------------------------- |
| Prélude, arioso et fughette                                                                      | Arthur Honegger             |
| Six poèmes de Jean Cocteau                                                                       | Arthur Honegger             |
| Symphonie pour cordes et trompette                                                               | Arthur Honegger             |
| Troisième symphonie pour cordes                                                                  | Jean Rivier                 |
| Prélude, salut et danse (Estrena al Palau de la Música Catalana de Barcelona, 11 de febrer 1933) | George Migot                |
| Cortège d'Amphitrite (Choeurs et cordes)                                                         | George Migot                |
| Chant de Noël                                                                                    | Joaquin Rodrigo             |
| Sarabande lointaine                                                                              | Joaquin Rodrigo             |
| Sinfonietta                                                                                      | Albert Roussel              |
| Janiana - symphonie pour cordes                                                                  | Florent Schmitt             |
| Sonate à deux                                                                                    | Maurice Jaubert             |
| Intermèdes                                                                                       | Maurice Jaubert             |
| Le triptyque                                                                                     | Alexandre Tansman           |
| Les danceries                                                                                    | Marguerite Roesges-Champion |
| Suite pour cordes                                                                                | Marguerite Roesges-Champion |
| Troisème concerto pour clavecin et orchestre                                                     | Marguerite Roesges-Champion |
| Valse romantique                                                                                 | Marguerite Roesges-Champion |
| Évocation                                                                                        | Marguerite Roesges-Champion |
| Valse 1930                                                                                       | Marguerite Roesges-Champion |
| Suite de danses (Deux valses, cordes, harpe)                                                     | Yvonne Desportes            |
| Trois chansons pour cordes                                                                       | Maurice Ravel               |
| Sérénade pour orchestre à cordes                                                                 | Yves Daniel-Lesur           |
| Petite suite                                                                                     | Guy Ropartz                 |
| Concerto grosso                                                                                  | Albert Stoessel             |
| La Tristesse et la joie                                                                          | Jean Barraud                |
| Java                                                                                             | Ivan de Maigret             |
| Les Figures de quadrille                                                                         | Henri Casadesús             |